# Çapkın
Çapkın è il secondo album della cantante turca-albanese Candan Erçetin del 1997.

## Tracce

### Lato A - edizione turca
1. Çapkın
2. Kaybettik Biz
3. İnanma
4. Hayranım Sana
5. Aşkı Ne Sandın
6. Her Aşk Bitermiş
7. Geri Dönemem
8. Beyaz Atlım
9. Onlar Yanlış Biliyor
10. Yalan
11. Ha Bire Durmadan
12. Teselli

### Lato B - edizione francese
1. Çapkın
2. Kaybettik Biz
3. İnanma
4. Hayranım Sana
5. Aşkı Ne Sandın
6. Her Aşk Bitermiş
7. Geri Dönemem
8. Beyaz Atlım
9. Onlar Yanlış Biliyor
10. Yalan
11. Ha Bire Durmadan
12. Teselli
13. Oyalama Artık (Questo brano è contenuto solo in questa edizione dell'album)